# Maldiverna i olympiska sommarspelen 2000
Maldiverna deltog i de olympiska sommarspelen 2000 med en trupp bestående av fyra deltagare, två män och två kvinnor, men ingen av landets deltagare erövrade någon medalj.

## Friidrott
Herrarnas 800 meter
- Naseer Ismail
  1. Omgång 1 - 1:56.67 (→ gick inte vidare, 58:e plats)

Damernas 100 meter
- Shamha Ahmed
  1. Omgång 1 - 12.87 (→ gick inte vidare, 74:e plats)